# Idom Å
Idom Å är ett vattendrag i Danmark.   Det ligger i Region Mittjylland, i den västra delen av landet, 260 km väster om Köpenhamn.
Ån rinner upp i nordvästra delen av Hernings kommun och rinner norrut in i Holstebro kommun där den mynnar ut i Storå.